# Полгахавела (підрозділ окружного секретаріату)
Підрозділ окружного секретаріату Полгахавела — підрозділ окружного секретаріату округу Курунегала, Північно-Західна провінція, Шрі-Ланка. Складається з 84 Грама Ніладхарі.